# رونان أوبراين
رونان أوبراين (بالإنجليزية: Ronan O'Brien)‏ (1974)؛ روائي أيرلندي. درس في كلية دبلن الجامعية.